# توني مونتانارو
توني مونتانارو (بالإنجليزية: Tony Montanaro)‏ هو تمثيل صامت أمريكي، ولد في 10 سبتمبر 1927، وتوفي في 13 ديسمبر 2002.

## روابط خارجية
- توني مونتانارو على موقع IMDb (الإنجليزية)